# Connor Undercover
Connor Undercover ist eine kanadische Fernsehserie, die erstmals am 9. April 2010 auf ABC3 lief. In Deutschland läuft die Serie seit dem 22. August 2010 auf Nickelodeon.

## Handlung
Connor Heath ist immer auf der Suche nach einem aufregenden Abenteuer. Doch als Gisela, Präsidententochter im kleinen Inselstaat Cordoba, undercover in seine Familie eingegliedert wird, findet sich der 15-jährige unverhofft in der Spionageabwehr und einem realen Abenteuer wieder, denn dunkle Mächte haben es auf das Mädchen abgesehen.

## Produktion
2008 gab der Family Channel Canada bekannt, dass sie die Serie Connor Undercover produzieren werden. 2009 begannen die Dreharbeiten in Toronto, Kanada. 
Kurz nach dem Start der ersten Staffel wurde eine zweite bestellt, die seit dem 11. Oktober 2010 in den USA und seit dem 21. Februar 2011 in Deutschland ausgestrahlt wird.

## Besetzung und Synchronisation

### Hauptbesetzung
| Rolle                | Darsteller       | Dt. Synchronsprecher |
| -------------------- | ---------------- | -------------------- |
| Connor Heath         | Max Morrow       | Leonhard Mahlich     |
| Gisela Calicos       | Lola Tash        |                      |
| Edward Garcia        | Gavin Fox        |                      |
| Dave „Whynot“ Wynott | Jordan Francis   |                      |
| Tanya Gilette        | Carleigh Beverly |                      |
| Ty Heath             | Dylan Authors    |                      |
| Lily Bogdakovitch    | Ana Golja        |                      |

### Nebenbesetzung
| Rolle             | Darsteller      | Dt. Synchronsprecher |
| ----------------- | --------------- | -------------------- |
| Reuben Heath      | Howard Hoover   |                      |
| Julia Heath       | Jude Coffey     | Marion von Stengel   |
| Renford           | Will Bowes      |                      |
| Sophia            | Marline Yan     |                      |
| Hugo              | Jacob Neayem    |                      |
| Zatari            | Tattiawna Jones | Vanessa Czapla       |
| Präsident Calicos | Randy Thomas    |                      |

## Ausstrahlung
| Staffel   | Episoden | Erstausstrahlung (USA)           | Ausstrahlung (Deutschland)          |
| --------- | -------- | -------------------------------- | ----------------------------------- |
| Staffel 1 | 13       | 9. April 2010 bis 26. April 2010 | 22. August 2010 bis 26. Januar 2011 |
| Staffel 2 | 26       | seit 11. Oktober 2010            | seit 21. Februar 2011               |

### Episodenliste
| Nummer (gesamt) | Nummer (Staffel) | Originaltitel       | Deutscher Titel          | Erstausstrahlung (USA) | Erstausstrahlung (Deutschland) |
| 01              | 01               | Arrival             | Geheimagent Jack Burke   | 9. April 2010          | 22. August 2010                |
| 02              | 02               | Proof               | Der Bodyguard            | 12. April 2010         | 24. August 2010                |
| 03              | 03               | Cover Story         | Halt dich ran, Connor    | 13. April 2010         | 25. August 2010                |
| 04              | 04               | Trash Talk          | Die feindliche Agentin   | 14. April 2010         | 13. Januar 2011                |
| 05              | 05               | Stung               | Zatari ist weg           | 15. April 2010         | 26. August 2010                |
| 06              | 06               | Lockdown            | Hausarrest               | 15. April 2010         | 27. August 2010                |
| 07              | 07               | Lost In Translation | Spanischunterricht       | 16. April 2010         | 18. Januar 2011                |
| 08              | 08               | Geolocked           | Ein dummer Fehler        | 19. April 2010         | 19. Januar 2011                |
| 09              | 09               | Diva                | Der Popstar              | 20. April 2010         | 20. Januar 2011                |
| 10              | 10               | Fashion Crimes      | Spionage-Mode            | 21. April 2010         | 21. Januar 2011                |
| 11              | 11               | Old Flames          | Konkurrenten             | 22. April 2010         | 24. Januar 2011                |
| 12              | 12               | Ed Lite             | Ed Lite                  | 23. April 2010         | 25. Januar 2011                |
| 13              | 13               | Password Protect    | Verschlüsseltes Passwort | 26. April 2010         | 26. Januar 2011                |

| Nummer (gesamt) | Nummer (Staffel) | Originaltitel           | Deutscher Titel           | Erstausstrahlung (USA) | Erstausstrahlung (Deutschland) |
| 14              | 01               | This Time it’s Personal | Die Prüfung               | 11. Oktober 2010       | 21. Februar 2011               |
| 15              | 02               | Fake Out                | Die Kunst der Tarnung     | 12. Oktober 2011       | 22. Februar 2011               |
| 16              | 03               | Background Check        | Tanya in Not              | 13. Oktober 2010       | 23. Februar 2011               |
| 17              | 04               | Whack-a-Mole            | Lilys Reise               | 14. Oktober 2010       | 24. Februar 2011               |
| 18              | 05               | Hard Candy              | Der sprechende Bonbon     | 15. Oktober 2010       | 25. Februar 2011               |
| 19              | 06               | Lies and Secrets        | Lügen und Geheimnisse     | 18. Oktober 2010       | 28. Februar 2011               |
| 20              | 07               | Crash Course            | Crashkurs                 | 19. Oktober 2010       | 1. März 2011                   |
| 21              | 08               | Escape Artist           | Der Entfesselungskünstler | 20. Oktober 2010       | 2. März 2011                   |
| 22              | 09               | Fear Itself             | Üble Streiche             | 21. Oktober 2010       | 3. März 2011                   |
| 23              | 10               | Dead Drop               | Lily weiß Bescheid        | 22. Oktober 2010       | 4. März 2011                   |
| 24              | 11               | Dinner Is Ruined        | Hände weg von Soja        | 25. Oktober 2010       | 7. März 2011                   |
| 25              | 12               | Stop Bugging Me         | Dick im Geschäft          | 26. Oktober 2010       | 8. März 2011                   |
| 26              | 13               | Rogue                   | Der Überläufer            | 27. Oktober 2010       | 9. März 2011                   |
| 27              | 14               | Spies vs. Spies         |                           | 16. Januar 2011        |                                |
| 28              | 15               | Deadly Lipgloss         |                           | 19. Januar 2011        |                                |
| 29              | 16               | Damage Control          |                           | 23. Januar 2011        |                                |
| 30              | 17               | The Ticking House       |                           | 23. Januar 2011        |                                |